# پیکیریل (ویسکانسین)
پیکیریل (به انگلیسی: Pickerel) یک منطقهٔ مسکونی در ایالات متحده آمریکا است که در شهرستان لانگلاد، ویسکانسین واقع شده‌است. پیکیریل ۴۷۳٫۹۷ متر بالاتر از سطح دریا واقع شده‌است.